# Ԁ
Ne doit pas être confondu avec la lettre latine D ‹ D d ›.
Dé komi (capitale Ԁ, minuscule ԁ) est une lettre de l’alphabet cyrillique. Elle était utilisée dans l’écriture du komi d’environ 1919 à 1940  comme les lettres jé cramponné ‹ Җ җ ›, dié komi ‹ Ԃ ԃ ›, zié komi ‹ Ԅ ԅ ›, dzié komi ‹ Ԇ ԇ ›, lié komi ‹ Ԉ ԉ ›, nié komi ‹ Ԋ ԋ ›, sié komi ‹ Ԍ ԍ ›, tié komi ‹ Ԏ ԏ ›. Elle est appelée « identique au petit d latin » (Совпадает с латинской строчной d en russe) dans la norme GOST R 7.0.29-2010.

## Représentations informatiques
Le dé komi peut être représenté avec les caractères Unicode suivants :
| formes    | représentations | chaînes de caractères | points de code | descriptions                         |
| --------- | --------------- | --------------------- | -------------- | ------------------------------------ |
| capitale  | Ԁ               | Ԁ                     | U+0500         | lettre majuscule cyrillique komie dé |
| minuscule | ԁ               | ԁ                     | U+0501         | lettre minuscule cyrillique komie dé |